# Boixerola
La boixerola, barruixa, faringola, gallufa o muixa (Arctostaphylos uva-ursi), és una espècie de plantes angiospermes del gènere Arctostaphylos dins la família de les ericàcies.
Addicionalment pot rebre els noms de barruixes, boixerola vera, boixeroler, boixeroler mascle, farigola, farigoler, farigolera, farinell, faringoler, faringolera, faringoles, farinola, farinoler, farnerola, farnola, farnolàs, farnolassos, farnoles, gallufera, herba pixadora, muixeroler, muixes, picarol. També s'han recollit les variants lingüístiques barinxes, balluvera, boixeiola, boixereta, boixerida, boixerina, boixeringa, boixerol, boixerola, boixiriga, boixirigues, bosquerola, carallufa, farinjoler, gallofera, gallova, galluva, galluvera, galligants, garallufa, garrallufa, garxallufa, gaulla, muserola, raïm d'ós, raïm d'orso, raïm d'óssa.

## Descripció
És un petit arbust amb les tiges ajagudes de fins a 2 m, tot i que en ser ajagudes la planta no sol passar dels 30 cm d'altura. Rel axonomorfa amb tiges que presenten unes branques elàstiques d'un color bru vermellós. Les fulles fan 12-30 mm de llarg, són oposades i coriàcies, de forma ovalada o espatulada, però s'estrenyen cap a la base fins a acabar en un pecíol curt, amb el marge sencer o lleugerament ondulat, de color verd fosc i brillant i són glabres, a excepció de les fulles joves.
Floreix des d'abril fins ben entrat juliol en funció de l'altitud on creixi. Les inflorescències són cimes terminals de 3-12 flors, protegides per dues bractèoles ovalades en la base del pedicel. Les flors són hermafrodites i pentàmeres. El calze és molt petit, prop de 2 mm, amb els sèpals soldats i 5 dentetes apicals. La corol·la fa 5-6 mm de llarg, té també els 5 pètals soldats, amb una forma característica de gerreta en què les puntes corresponents als pètals es corben cap a fora; és de color blanc-rosat amb les vores dels pètals vermellosos. L'androceu és constituït per 10 estams, amb els filaments pilosos i molt engruixits en la base; les anteres són vermelloses, amb dos apèndixs filamentosos i són dehiscents per unes obertures apicals. El gineceu n'és pentacarpel·lar, amb un estil més llarg que els estams.
Els fruits són unes drupes globulars de la mida d'un pèsol, amb un color vermell intens; generalment tenen 5 llavors planoconvexes d'uns 4 mm de longitud. Els fruits maduren a finals d'estiu o a la tardor.
Les fulles d'aquesta planta s'utilitzen per les seves virtuts medicinals.
Amb l'única altra espècie del mateix gènere al nostre territori, l'Arctostaphylos alpina, no es pot confondre, perquè aquesta és una planta més petita, de fulles blanes, caduques i de vora dentada i amb la drupa de color blau negrós.

## Distribució i hàbitat
És present en bona part d'Europa, Àsia i Amèrica del Nord, sobretot en zones muntanyoses. A Catalunya és freqüent en tota la serralada pirinenca catalana i també es troba a les muntanyes del sistema Mediterrani i a les muntanyes del País Valencià.
Prefereix els terrenys secs, ombrívols i pobres de tipus rocós, en matollars i boscos poc densos, entre els 600 i els 2.500 m d'altitud.

## Taxonomia
Segons el TERMCAT, la varietat Arctostaphylos uva-ursi (L.) Spreng. var. crassifolia Braun-Blanq., s'anomena boixerola de fulla gruixuda i ddicionalment pot rebre els noms de gallufer i gallufer d'Aiora. Però actualement la varietat especificada és basiònim de la subespècie Arctostaphylos uva-ursi subsp. crassifolia Rivas Mart. ex De la Torre, Alcaraz & M.B.Crespo, que al seu torn és un sinòmin d'Arctostaphylos uva-ursi.

### Sinònims
Els següents noms són sinònims d'Arctostaphylos uva-ursi:
- Arbutus acerba Gilib.
- Arbutus buxifolia Stokes
- Arbutus officinalis Boiss.
- Arbutus procumbens Salisb.
- Arbutus uva-ursi L.
- Arctostaphylos adenotricha (Fernald & J.F.Macbr.) Á.Löve, D.Löve & B.M.Kapoor
- Arctostaphylos alpina Payot
- Arctostaphylos angustifolia Payot
- Arctostaphylos officinalis Wimm. & Grab.
- Arctostaphylos procumbens Patze, E.Mey. & Elkan
- Arctostaphylos uva-ursi subsp. adenotricha (Fernald & J.F.Macbr.) Calder & Roy L.Taylor
- Arctostaphylos uva-ursi var. adenotricha Fernald & J.F.Macbr.
- Arctostaphylos uva-ursi f. adenotricha (Fernald & J.F.Macbr.) P.V.Wells
- Arctostaphylos uva-ursi var. alba Cockerell
- Arctostaphylos uva-ursi var. coactilis Fernald & J.F.Macbr.
- Arctostaphylos uva-ursi subsp. coactilis (Fernald & J.F.Macbr.) Á.Löve, D.Löve & B.M.Kapoor
- Arctostaphylos uva-ursi f. coactilis (Fernald & J.F.Macbr.) P.V.Wells
- Arctostaphylos uva-ursi subsp. crassifolius (Braun-Blanq.) Rivas Mart. ex Torre, Alcaraz & M.B.Crespo
- Arctostaphylos uva-ursi var. fendleriana (Klotzsch) Eastw.
- Arctostaphylos uva-ursi f. heterochroma Fernald
- Arctostaphylos uva-ursi f. leobreweri (Roof) P.V.Wells
- Arctostaphylos uva-ursi var. leobreweri Roof
- Arctostaphylos uva-ursi subsp. longipilosa Packer & Denford
- Arctostaphylos uva-ursi f. longipilosa (Packer & Denford) P.V.Wells
- Arctostaphylos uva-ursi var. marinensis Roof
- Arctostaphylos uva-ursi f. marinensis (Roof) P.V.Wells
- Arctostaphylos uva-ursi subsp. monoensis Roof
- Arctostaphylos uva-ursi var. pacifica Hultén
- Arctostaphylos uva-ursi var. saxicola Roof
- Arctostaphylos uva-ursi subsp. stipitata Packer & Denford
- Arctostaphylos uva-ursi var. stipitata (Packer & Denford) Dorn
- Arctostaphylos uva-ursi f. stipitata (Packer & Denford) P.V.Wells
- Arctostaphylos uva-ursi var. suborbiculata W.Knight
- Arctostaphylos uva-ursi f. suborbiculata (W.Knight) P.V.Wells
- Daphnidostaphylis fendleriana Klotzsch
- Uva-ursi buxifolia Gray
- Uva-ursi procumbens Moench
- Uva-ursi procumbens var. adenotricha (Fernald & J.F.Macbr.) D.Löve
- Uva-ursi procumbens var. coactilis (Fernald & J.F.Macbr.) Moldenke
- Uva-ursi uva-ursi (Spreng.) Cockerell ex Daniels
- Uva-ursi uva-ursi var. coactilis (Fernald & J.F.Macbr.) House

## Farmacologia

### Composició química
- Fenols senzills. Heteròsids hidroquinònics com l'arbutòsid (5-16%-16).
- Àcids fenòlics derivats de l'àcid cinàmic (traces).
- Tanins (15-20%-20). Presenta importants quantitats de tanins gàl·lics, el·làgics, catèquics i proantocianidines oligomèriques.
- Iridoides (traces).
- Flavonoides. Hiperòsid (0.8-1,5%), quercitrina, isoquercitrina, miricitrina.
- Triterpens (0.4-0,8%). Àcid ursòlic.

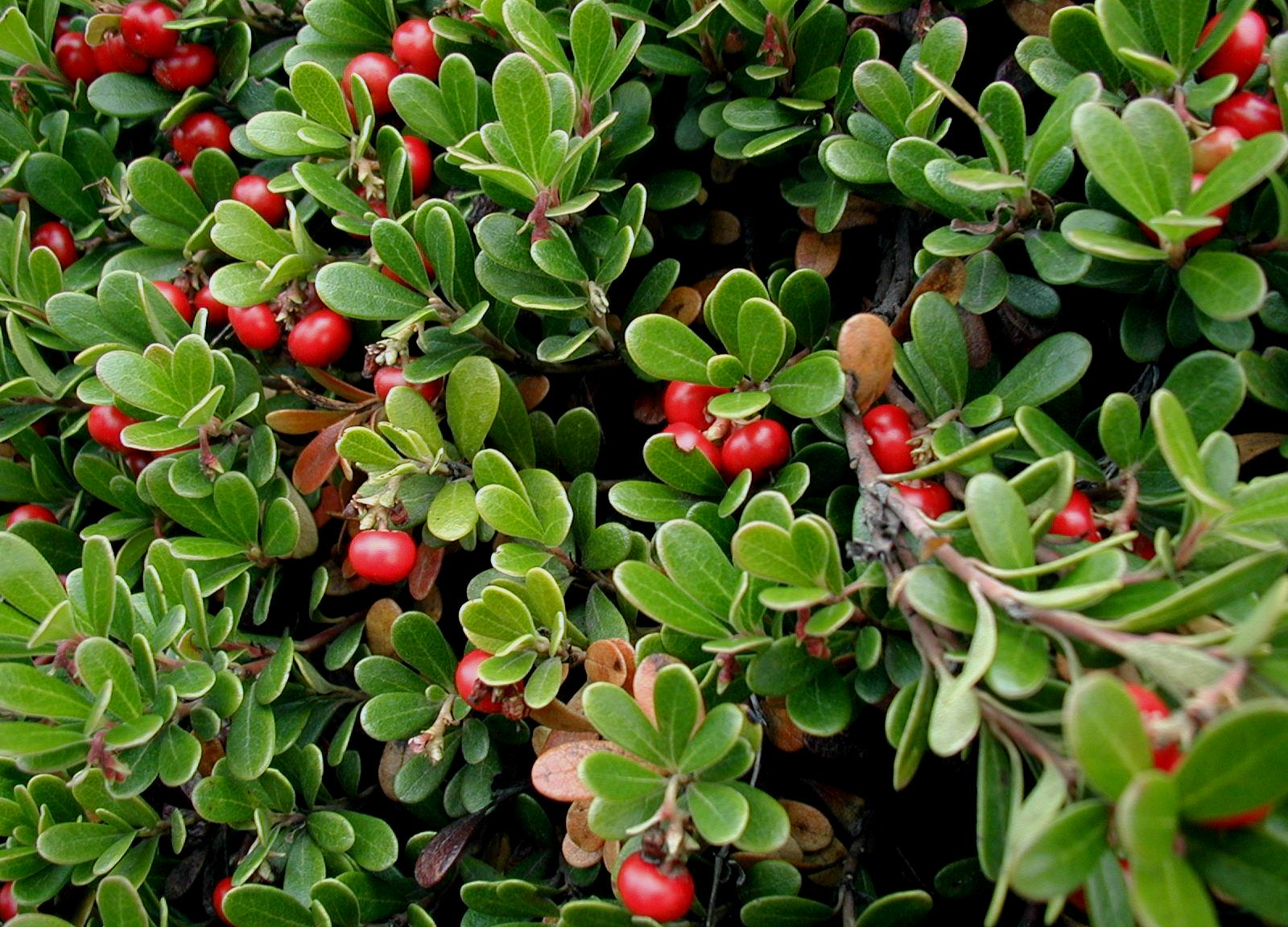
Fruits

### Usos medicinals
Usos aprovats per la Comissió E del Ministeri de Sanitat alemany:
- Infeccions genitourinàries: en afavorir el drenatge d'orina, pot ajudar a l'eliminació de microorganismes patògens.

En usos tradicionals:
- Edema, oligúria.
- Càlculs renals i càlculs urinaris a causa que, en augmentar l'eliminació d'orina, pot arrossegar microcristalls i sorreta d'oxalat càlcic.

### Accions farmacològiques
- Antibacterià d'ús urològic. La boixerola exerceix un efecte antisèptic urinari a causa de la presència d'hidroquinones i de tanins. Els arbutòsids s'hidrolitzen per la flora intestinal: allibera hidroquinona amb propietats antisèptiques. Aquest efecte antisèptic es pot veure afavorit per l'augment de la producció d'orina, que arrossega els microorganismes.
- Antilític renal amb una millora en els símptomes de la urolitiasi, per l'efecte antisèptic urinari i l'efecte alcalinitzant que ajuda a dissoldre els càlculs d'àcid úric.

### Toxicitat
A causa de la presència d'importants quantitats de tanins, la boixerola no hauria de ser consumida durant un llarg període (més de 2 o 3 setmanes), ja que pot produir reaccions adverses com restrenyiment, nàusees, vòmits, hiperacidesa gàstrica, gastritis i úlcera pèptica. En ocasions molt rares pot produir hipernatrèmia. Les dones embarassades s'han d'abstenir de prendre boixerola atès que la seva acció hormonal (ocitoxica) pot provocar l'avortament del fetus. És contraindicat barrejar amb el suc de pruna seca, de gerd i la vitamina C (més de 500 mg per dia). La boixerola pot esdevenir hepatotòxica a altes dosis.

## Galeria d'imatges

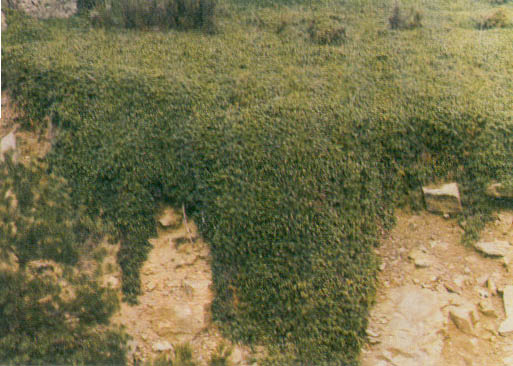
Aspecte general
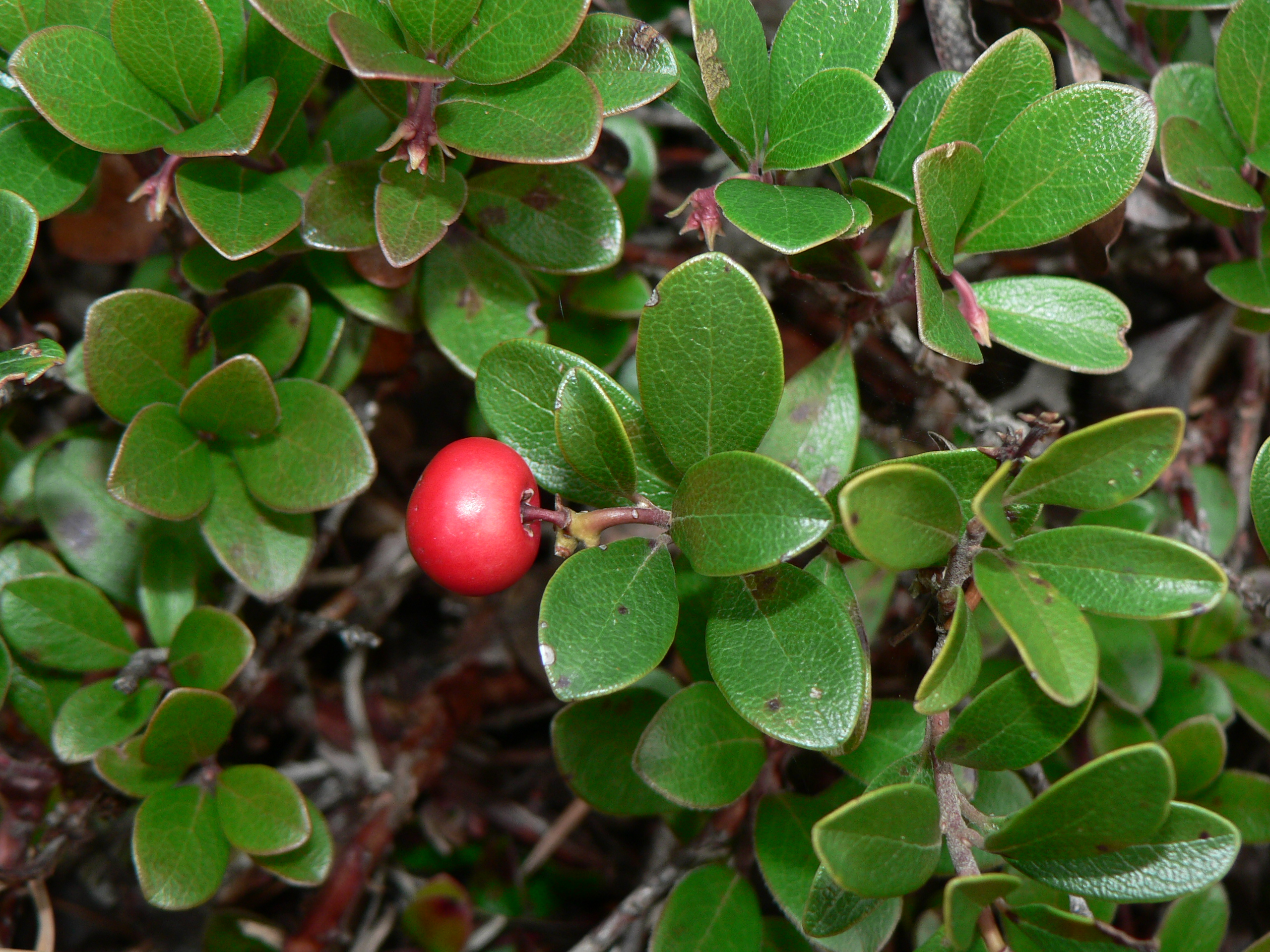
Detall de fulles
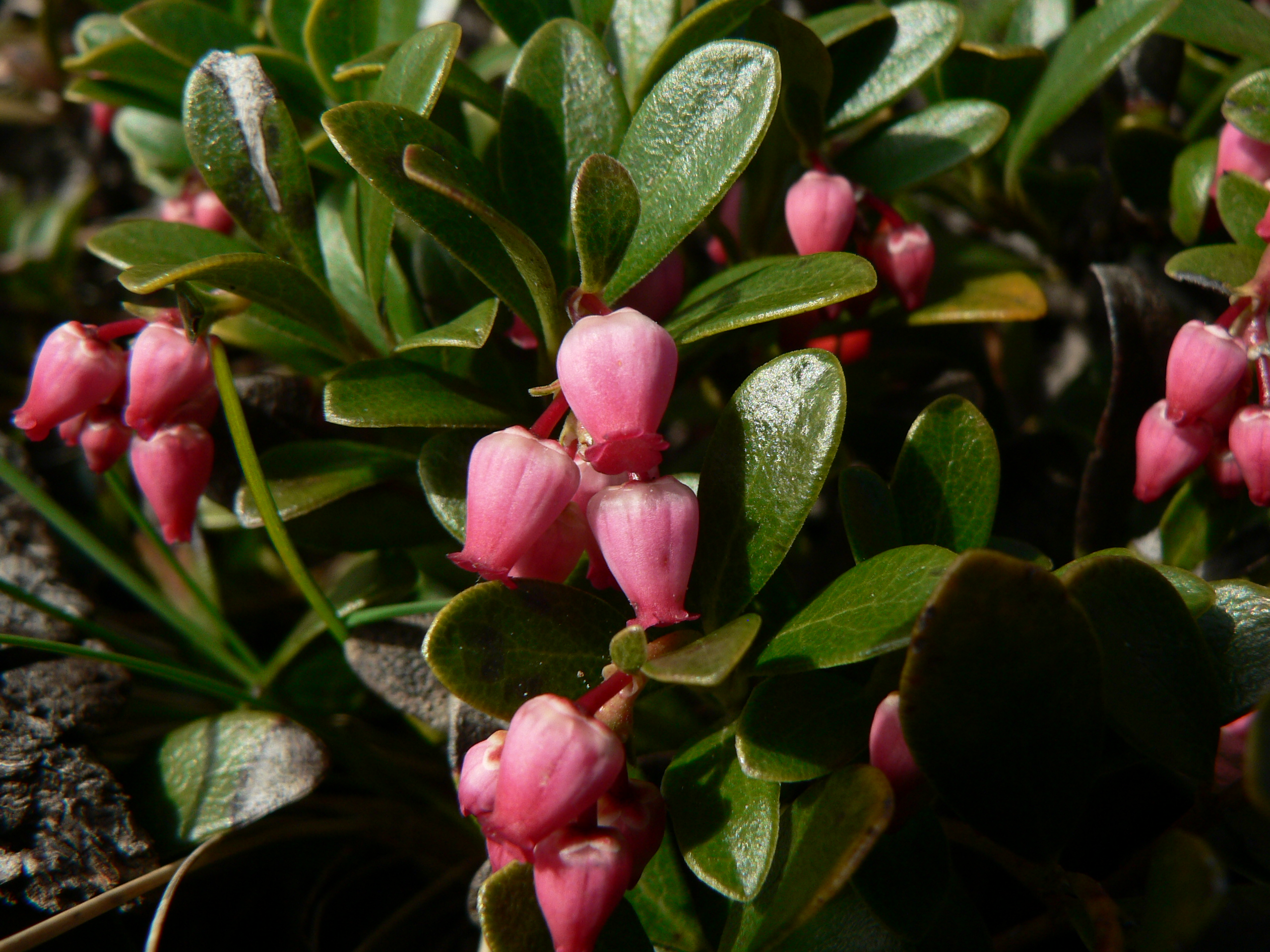
Detall de flors
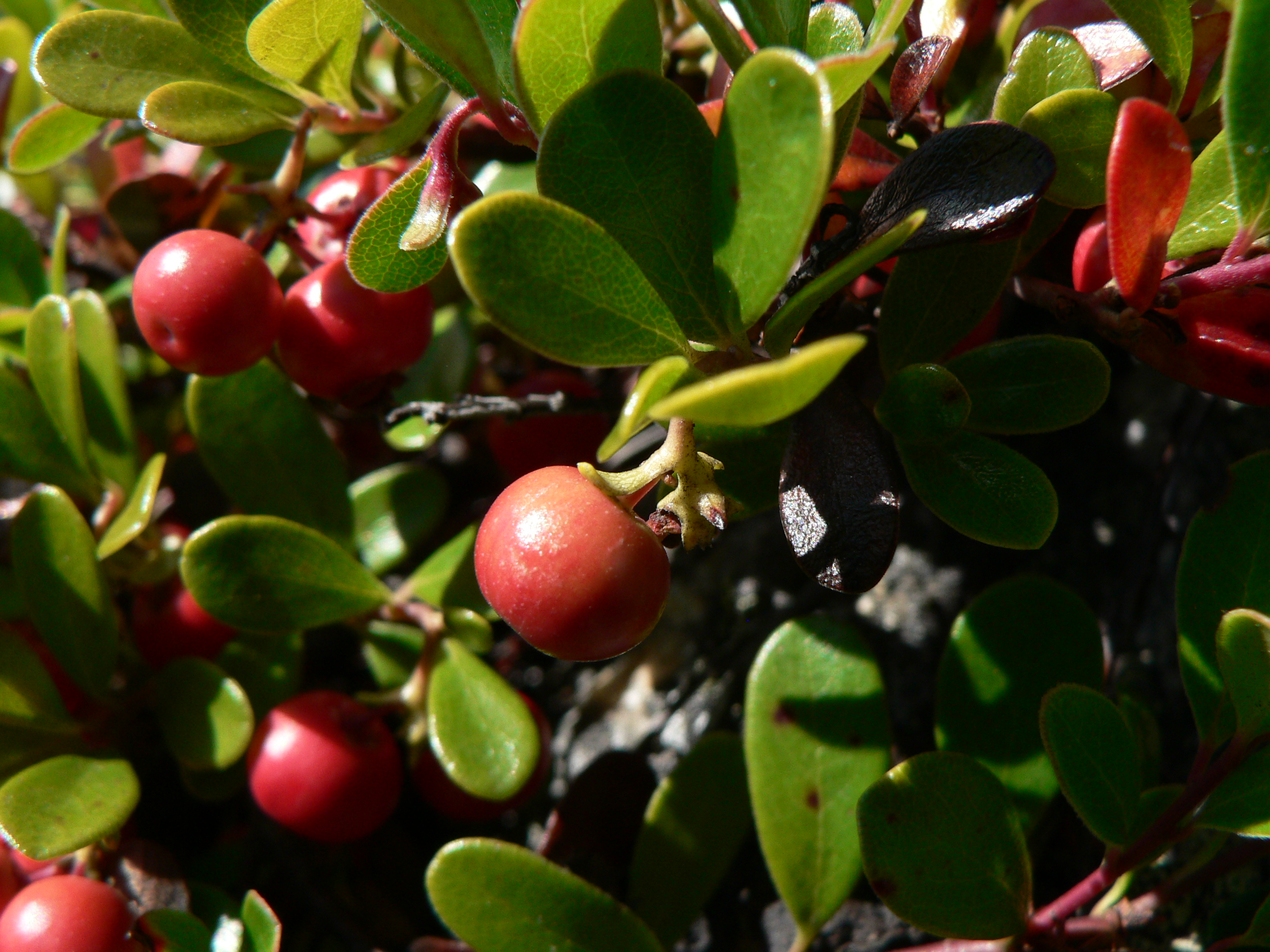
Detall del fruit